# Cocquiel
Cette page explique l’histoire ou répertorie les différents membres de la famille Cocquiel.
La famille de Cocquiel est une ancienne famille noble belge.

## Histoire
La famille Cocquiel (Coquiel), dit Le Merchier, est originaire du Tournaisis. 
L'empereur Charles Quint anoblit les frères Michel et Nicolas de Cocquiel, fils de Caron Cocquiel et Jehenne Carpentier dit du Bos, par lettres patentes enregistrées à Tolède le 10 janvier 1539.
Une branche s'établit à Anvers au début du XVIe siècle et une autre à Londres.
Louis Charles Joseph de Cocquiel (1765-) et Eugène-Arnould de Cocquiel de Terherleir (1798-1844) obtiennent reconnaissance de noblesse héréditaire sous le royaume uni des Pays-Bas en 1822, avec le titre de chevalier pour eux et tous leurs descendants masculins, et avec permission d'ajouter de Terherleir au nom de famille pour Eugène-Arnould.

## Personnalités de cette famille
- Michel de Cocquiel (1462-), ewardeur, échevin et juré de Tournai de 1513 à 1521, anobli par Charles Quint en 1539
- Nicolas de Cocquiel (1471-), ewardeur, échevin et juré de Tournai, anobli par Charles Quint en 1539
- Jacqueline de Cocquiel, épouse du financier hanséatique Lazarus Tucher (1491-1563), conseiller de l'empereur Charles Quint et du roi Philippe II[3].
- Charles de Cocquiel (1508-), aumônier de la ville d'Anvers, maître des pauvres et membre du consistoire de l'Église d'Anvers.
- Antoine de Cocquiel (1545-1614), militaire dans les Pays-Bas méridionaux, gouverneur de Steenwijk et de Hesdin
- Denis Cocquiel (-1633), seigneur des Croissans, lieutenant-général des archiducs Albert et Isabelle aux bailliages de Tournai et Tournaisis et à la gouvernance d'Arras, échevin de Tournai
- Jacques de Cocquiel, trésorier de Bruxelles
- Jean-Baptiste de Cocquiel (-1643), gentilhomme de la Chambre de Louis XVIII, envoyé par Richelieu en mission comme négociateur auprès des Régences d'Alger et de Tunis pour les traités avec les Barbaresques[4],[5]
- Louis Charles Joseph de Cocquiel (1765-1829), consul de l'empereur d'Autriche
- Charles Marie Joseph Nicolas de Cocquiel de Ter Heirleire (1831-), docteur en droit, professeur d'économie politique et de législation douanière, conseiller communal de Stabroek.

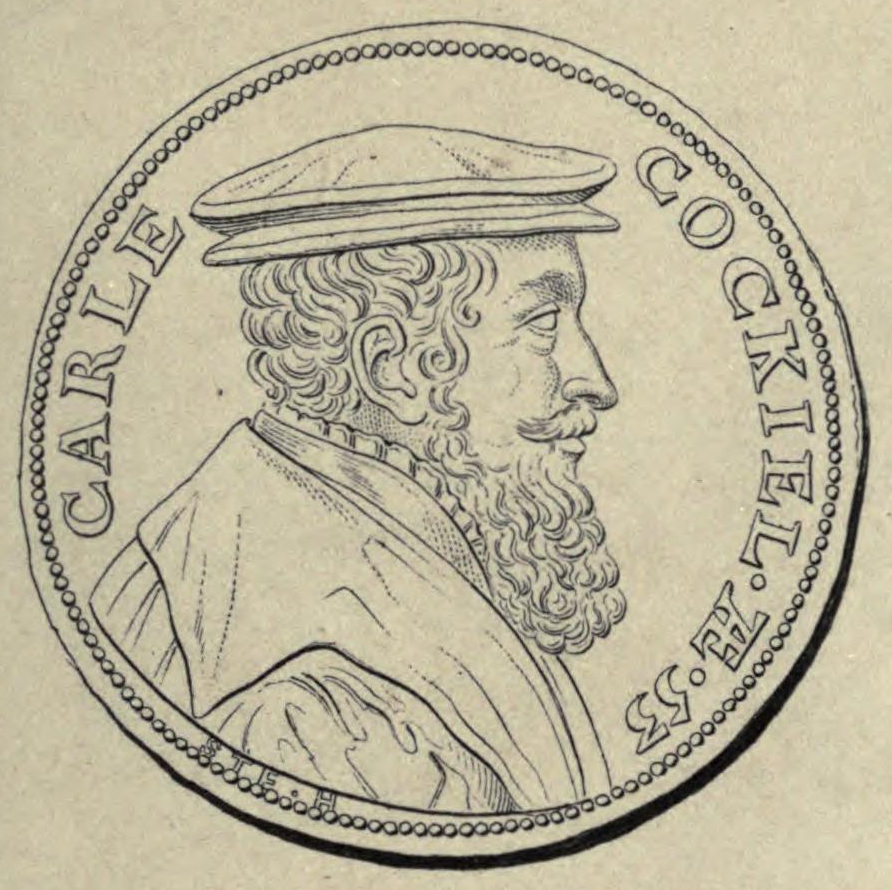
Charles de Cocquiel
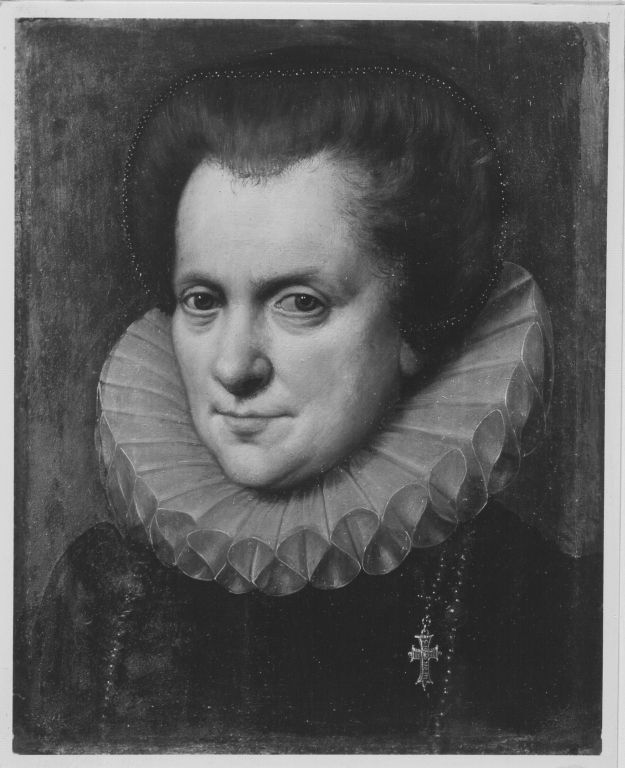
Marie Gramaye, épouse Cocquiel
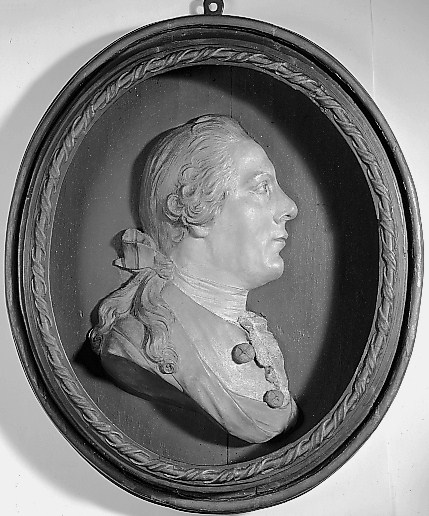
L.F.C.J. de Cocquiel, consul de l'Empereur
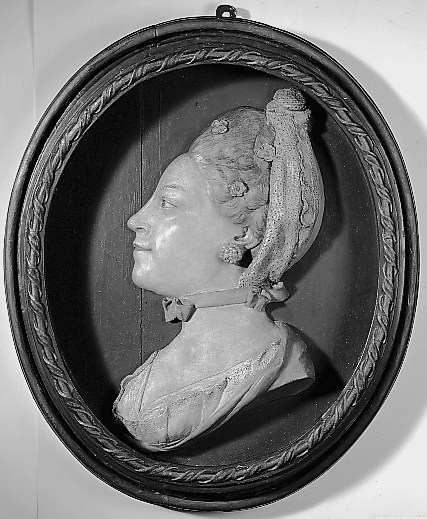
A.C.J. Beeckmans, épouse de L.F.C.J. de Cocquiel
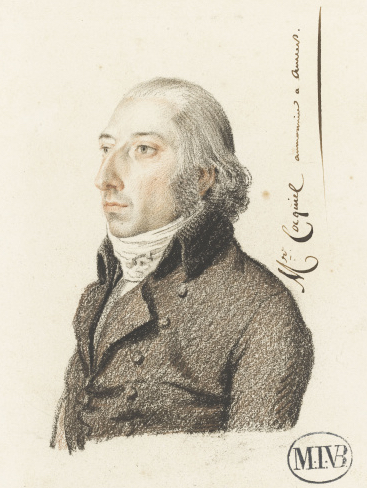
Cocquiel, aumônier à Anvers

## Principales alliances
La famille Cocquiel est notamment alliée aux familles Robert, Ablay, de Bari, Bulteau, Tucher, Willocqueau, Butkens, de Flines, de La Hamayde, van Rode, de Calonne, du Bosquiel, de Facuwez, van Rijswijck, van der Haeghen, van Ranst, des Martins, van Driessche, van Achelen, de Grève, van den Daele, de Bejar, de Visscher, Gramaye, Carpentier, etc.

## Sources
- Paul-Armand du Chastel de la Howarderie, Notices généalogiques tournaisiennes, Tournai 1881
- H. van den Broeck, La magistrature tounaisienne (1789-1870), Malo, 1870
- Mémoires de la Société historique et archéologique de Tournai, Volumes 9 à 10, 1867
- P. Coquelle, La mission de Jean-Baptiste de Cocquiel à Alger et Tunis (1640) d'après des documents inédits, Imprimerie nationale, 1906